# Virgularia brochi
Virgularia brochi is een Pennatulaceasoort uit de familie van de Virgulariidae. De wetenschappelijke naam van de soort is voor het eerst geldig gepubliceerd in 1915 door Kükenthal.